# منتخب أندورا لكرة السلة للسيدات
منتخب أندورا لكرة السلة للسيدات هو ممثل أندورا الرسمي في المنافسات الدولية في كرة السلة للسيدات. حقق المركز السابع في بطولة اوروبا لكرة السلة للسيدات في عام 2024.[2]